# Bommasettihalli, Bangalore North
Bommasettihalli là một làng thuộc tehsil Bangalore North, huyện Bangalore Urban, bang Karnataka, Ấn Độ.